# Удмурти
Удмурти (удм. удмуртъёс) су угро-фински народ, који претежно живи у Русији, односно у аутономној републици Удмуртији. У њој чини 28% становништва и представља други народ по бројности, после Руса (62%). Удмурти су већином православне вероисповести, а говоре удмуртским језиком, који спада у угрофинску групу уралске породице језика.
Удмурта укупно има око 570.000.

## Етимологија
Етимологија имена народа Удмурти није потпуно јасна. Највише пажње се придаје хипотези о иранском пореклу имена удмурт који се односи на комшије или суседе. У модерном Удмуртском језику реч је подељена на две компоненте - уд (са нејасном семантиком) и мурт, што значи човек, мушкарац.
Ранији назив на руском је вотјаки.